# Tomás Martín Etcheverry
Tomás Martín Etcheverry (født 18. juli 1999 i La Plata, Argentina) er en professionel tennisspiller fra Argentina.